# シクシャー
シクシャー（サンスクリット: शिक्षा śikṣā）は、インドの伝統的な音声学と音韻論である。ヴェーダの補助学であるヴェーダーンガ6種のひとつにあたる。

## 歴史
初期のシクシャーは古くアーラニヤカ文献のひとつである『タイッティリーヤ・アーラニヤカ』などに言及されており、紀元前1千年紀前半にさかのぼるともいうが、現存するシクシャーはもっと新しいものである。
おそらく初期のシクシャーにもとづいて、各ヴェーダの具体的な発音を伝えるプラーティシャーキヤ(prātiśākhya)と呼ばれる種類の文献が作られた。この文献では単語ごとに分けた読み方(padapāṭha)を実際の読み(saṃhitāpāṭha)に変換するための規則を含む。とくに『リク・プラーティシャーキヤ』と『タイッティリーヤ・プラーティシャーキヤ』は古い。のちにプラーティシャーキヤを教えるための補助資料として現存のシクシャーが作られた。

## 文献
シクシャーと名づけられた文献は多数あるが、とくに重視されるのは『パーニニーヤ・シクシャー』である。伝統的にはパーニニの著とされるが、きわめて疑わしい。
ほかに上記プラーティシャーキヤや、文法学の文献（パーニニやパタンジャリなど）にも音声に関する記述を含む。

## 内容
シクシャーではヴェーダ語の音声を構成する要素を羅列する。『パーニニーヤ・シクシャー』によると、以下の5つの類に分かれる（分類は文献によりかなりの違いがある）。
1. 高さ(svara): ウダーッタ（udātta, 高）・アヌダーッタ（anudātta, 低）・スヴァリタ（svarita, 下降）の3つの高低アクセントがある。
2. 長さ(kāla): 母音の長さとして短(hrasva)・長(dīrgha)・延長(pluta)の3種類を区別する。短母音は1拍(mātrā)、長母音は2拍、延長母音は3拍で発音される。このうち延長母音は疑問文の文末などにまれにあらわれる引きのばされた母音で、現代の音韻論では無視できる[4]。
3. 調音部位(sthāna): 胸(uras)・喉(kaṇṭha)・頂(mūrdhan)[5]・舌根(jihvāmūla)・歯(danta)・鼻(nāsikā)・唇(oṣṭha)・硬口蓋(tālu)の8つを区別する。調音部位については、調音する側（舌の位置）と調音される側（口蓋・歯茎など）を区別する文献もある[6]。
4. 調音方法(prayatna): 非接触（aspr̥ṣṭa、母音）、微接触（īṣat-spr̥ṣṭa、半母音）、半接触（nema-spr̥ṣṭa、摩擦音）、接触（spr̥ṣṭa、閉鎖音・鼻音）の4段階を区別する[7]。
5. 追加調音(anupradāna): 有声(nādin, 鼻音(anunāsika, ṅ ñ ṇ n m) と非鼻音(an-anunāsika, gh jh ḍh dh bh)に分かれる)、微有声(īṣan-nāda, g j ḍ d b)、帯気音(śvāsin, kh ch ṭh th ph)、無気音(īṣac-chvāsa, k c ṭ t p)。別な文献では有声(ghoṣavat)と無声(aghoṣa)、帯気音(mahāprāṇa)と無気音(alpaprāṇa、文字通りには弱気音)を区別する[8][9]。この区別による閉鎖音の5類はvargaと呼ばれる[10]。

サンスクリットの音(varṇa)は以下のように分析される。
| 調音部位   | 閉鎖音(sparśa) 接触 | 摩擦音(ūṣman) 半接触 | 半母音(antaḥstha) 微接触 | 母音(svara) 非接触 |
| ---------- | ------------------- | -------------------- | ------------------------ | ------------------ |
| 喉         |                     | h ḥ                  |                          | a ā                |
| 舌根       | k kh g gh ṅ         | x                    |                          |                    |
| 硬口蓋     | c ch j jh ñ         | ś                    | y                        | i ī                |
| 頂         | ṭ ṭh ḍ ḍh ṇ         | ṣ                    | r                        | r̥ r̥̄                |
| 歯         | t th d dh n         |                      | l                        | l̥                  |
| 唇歯       |                     |                      | v                        |                    |
| 唇         | p ph b bh m         | ɸ                    |                          | u ū                |
| 喉・硬口蓋 |                     |                      |                          | e ai               |
| 喉・唇     |                     |                      |                          | o au               |

これ以外にアヌスヴァーラ(ṃ)とヤマ（閉鎖音に鼻音が後続するときに現れる移行的な音）があり、それらの調音部位は隣接する音に依存する。

## 影響
インドの伝統的な音声学はウィリアム・ジョーンズを介して19世紀の西洋の音声学の発達に大きな影響を与えた。
インド人の音声の分析は時に異常に精密であり、「摩擦音は閉鎖音と調音部位は同じだが舌の中央が開く」「h と有声帯気音は声門が半分開く（息もれ声）」などの記述が見られる。19世紀の研究者であるホイットニーやミュラーはこれらの説明を理解できず、誤りとしたが、後にインド人の分析が正確であることが明らかになった。
インドの音声学は仏教にともなって中国や日本にももたらされ、声明や悉曇学として研究された。また中国の音韻を研究する音韻学に大きな影響を与えた。